# Саша Зорић
Саша Зорић (Сомбор, 2. септембар 1974) бивши је српски фудбалер и репрезентативац.

## Каријера
Каријеру је започео у нижеразредном Такову из Горњег Милановца. Као талентовани јуниор долази у Црвену звезду, с којом потписује и први професионални уговор. Са Црвеном звездом је освојио и шампионску титулу 2001. године. Играо је у неколико кинеских клубова и у САД је играо мали фудбал за Балтимор.

## Репрезентација
За сениорску репрезентацију СР Југославије је одиграо две утакмице. Те две утакмице је одиграо 2001. на Кирин купу у Јапану и то утакмице са Парагвајом (0:2) и Јапаном (1:0).